# ناشر

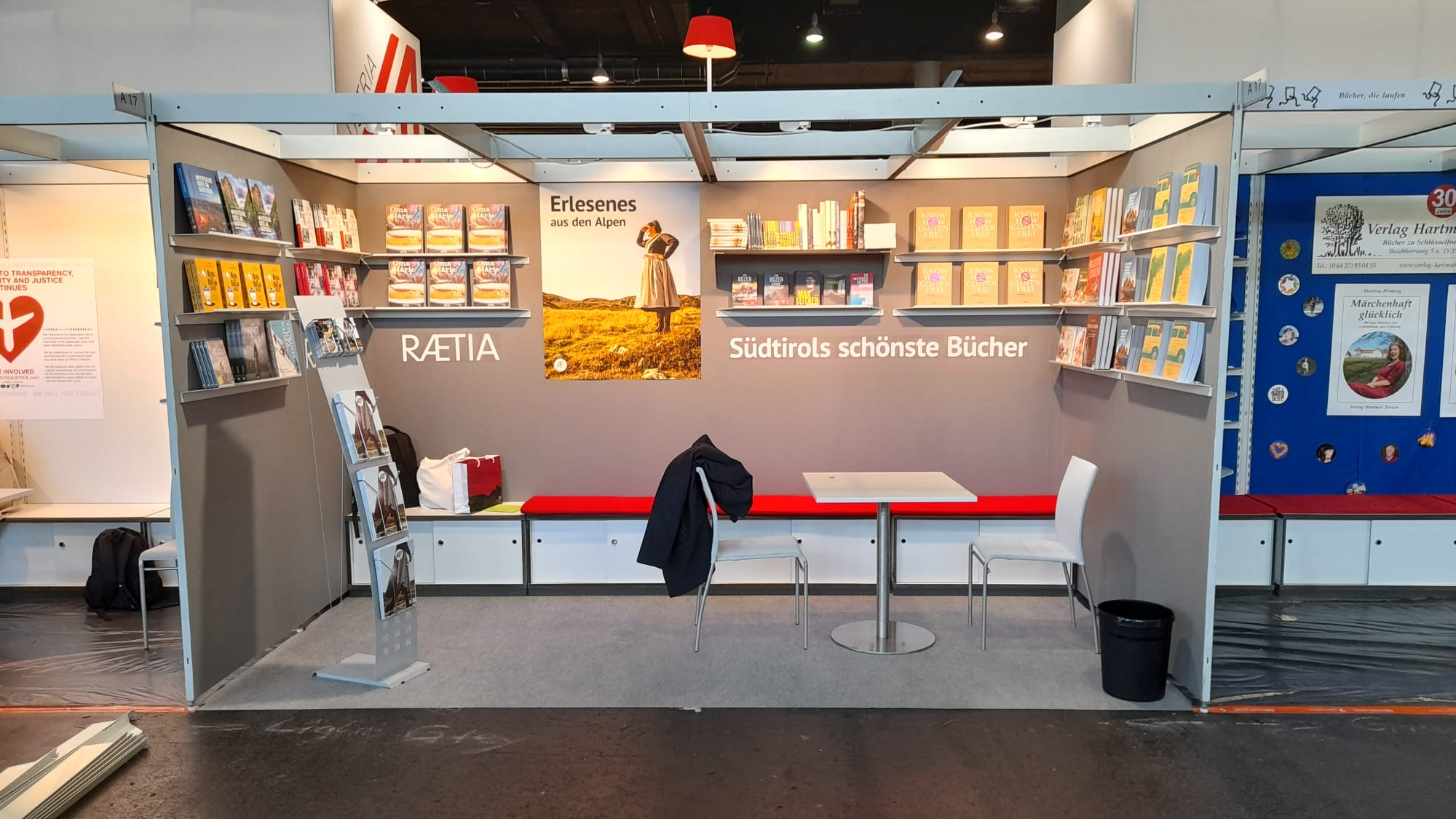
غرفه های کتاب انتشارات Edition Raetia در نمایشگاه کتاب فرانکفورت سال ۲۰۲۱

ناشر شخص یا نهادی که پخش ادبیات، موسیقی یا اطلاعات را بر عهده دارد. در بعضی از موارد، ممکن است پدیدآورندگان، خودشان ناشرِ اثر خود باشند؛ به این معنا که همان کسی که محتوا را ایجاد کرده‌است، رسانهٔ لازم برای پخش محتوا را نیز فراهم کند. همچنین، ناشر ممکن است به شخصی گفته شود که یک شرکت انتشارات دارد یا نشریه‌ای را منتشر می‌کند.

## تفاوت ناشر با انتشارات
ناشر به فردی اطلاق می شود که کار نشر آثار (شعر، متن، رمان و …) نوشته شده توسط نویسندگان را بر عهده می گیرد
اما انتشارات در حقیقت موسسه یا سازمانی است که توسط ناشر مدیریت شده و در این سازمان یا موسسه است که کار تولید کتاب و یا مجله و غیره و فروش آن انجام می پذیرد.
- ناشر:
- - شخص حقیقی یا حقوقی است که مسئولیت محتوای کتاب را بر عهده دارد.
- - انتخاب و ویرایش متن کتاب بر عهده ناشر است.
- - مجوز چاپ کتاب را از مراجع ذیصلاح دریافت می‌کند.
- - با نویسنده قرارداد می‌بندد و حق‌الزحمه او را پرداخت می‌کند.
- - ناظر بر فرآیند چاپ و نشر کتاب است.
- انتشارات:
- - مجموعه‌ای از افراد است که در زمینه چاپ و نشر کتاب فعالیت می‌کنند.
- - شامل واحدهای مختلفی مانند ویراستاری، صفحه‌آرایی، چاپ، بازاریابی و فروش است.
- - زیر نظر ناشر فعالیت می‌کند و وظایف محوله را انجام می‌دهد.
- - مالکیت معنوی کتاب متعلق به ناشر است.

نمایشگاه کتاب
- پدیدآور
- ناشر مؤلف
- ناشر موسیقی
- نشر
- نشر آزاد
- نشر الکترونیک
- نشر دانشگاهی
- نشر در دسترس
- نشر رومیزی
- نوشتن
- نویسنده

## ناشران ایران
- انتشارات آریا دانش
- انتشارات آکادمیک
- انتشارات امیر کبیر
- نشر نی
- انتشارات کاروان
- نشر دف
- نشر مرکز
- انتشارات فاطمی
- انتشارات نگاه
- انتشارات نیلوفر
- انتشارات هم قلم
- انتشارات هیرمند
- نشر فرزان روز
- انتشارات سخن
- انتشارات خانه زیست‌شناسی
- انتشارات علمی و فرهنگی
- انتشارات روزنه کار
- انتشارات کتاب خورشید
- نشر قطره
- نشر چشمه
- انتشارات خوارزمی
- نشر ثالث
- نشر هرمس
- نشر آگه
- انتشارات طرح نو
- نشر ماهی
- انتشارات روشنگران و مطالعات زنان
- انتشارات جامی
- انتشارات نیلا
- انتشارات کارنامه